# 词首增音
词首增音:296又称前增音，是指在不改变词的含义和其余部分的结构的前提下在词首添加音素或音节。
词首增音不同于添加前缀，它不改变词义。
词首增音属于词形变化。相反的过程，即在词首失落音素，称為词首减音。

## 构词
词首增音可作为造词法的一种，对借词或来自祖语的词汇进行改造，以使词符合。

### 罗曼语言
广为人知的例子是拉丁语中的/s/+塞音复辅音在早期罗曼语族语言（中世纪西班牙语、古法语）得到增元音/e/。:64-65
因此，拉丁语变为西班牙语estado和法语état、été（s随后失落）“状态”，拉丁语变为西班牙语和古法语especial（现代法语spécial和意大利语speciale）.

### 突厥语言
一些突厥语族语言避免词首特定辅音的结合。如士麦那被叫成伊兹密尔，来自法语的station变成土耳其语的istasyon。
相似地，巴什基尔语中增元音会被加到以辅音开头的俄语借词：арыш“黑麦”来自俄语рожь，өҫтәл“桌子”来自俄语стол，эскәмйә“长凳”来自俄语скамья。
巴什基尔语展示的一些不寻常的词首增音其实是从古代突厥语继承：ыласын“猎鹰”来自古代突厥语lačïn、ысыҡ“露水”来自古代突厥语čïq。

### 萨摩耶德语言
在涅涅茨语、埃涅茨语和恩加纳桑语中，元音前增软腭鼻音[ŋ]是个历时音变：涅涅茨语/ŋuːʔ/“路”、/ŋin/“弓”与匈牙利语út、íj对应。
在涅涅茨语部分变体中，这条音变规则仍能产：首音节不能以元音开头，元音首借词以词首增音/ŋ/处理。

### 印地语
印地语中的英语词在词首的sp-、sk-或sm-前加i：school→iskuul、special→ispesal、stop→istahp

### 波斯语
波斯语中，以sp-、st-、sk-或sm-开头的借词会在前面加短e：spray→esprey、stadium→estadiun、Stalin→Estalin、skate→eskeyt、scan →eskan等等。

### 斯拉夫语言
在原始斯拉夫语的分化过程中，不同斯拉夫语族语言的同源词得到不同增辅音：比较俄语okno（“窗”）、乌克兰语vikno、白俄罗斯语vakno。
同理，波兰语wątroba（“肝”）和俄语utroba（“腹”“肠”） 来自原始斯拉夫语ǫtroba。

### 闪米特语言
闪米特语族一般会将词首2个辅音的复辅音以增元音打断。元音前可以加声门塞音/ʔ/（见Aleph），或如希伯来语加/h/。因为闪语特有的三辅音词根形态，词根的前两个辅音间没有元音时增元音可以规则出现，如复合动词：阿拉伯语ʼaktubu（我写）来自动词kataba（词根ktb）。希伯来语中的希腊语名词如Aplaton（“柏拉图”）、etztadion（“体育馆”）.

## 辅音变化

### 凯尔特语言
威尔士语的增h只发生在部分元音开头的词。出现在ei（她的）、ein（我们的）和eu（他们的）后面的词：oedran（年纪）；ei hoedran（她的年纪）。数词中也出现在ugain（20）在ar（在...上）后时：un ar hugain“一在二十上”（21）。

### 瑞士德语
瑞士德语的增n出现在以元音结尾的词续以元音开头的词时。这曾仅作用于有尾n的词，一般情况下会失落；现在n从未出现的语境下也能产。类似的过程称为增r，出现在一些英语变体中。

## 连音
词首增元音在意大利语中表现为连音：比较la scuola（“学校”）、in iscuola（“在学校”）。因此有人推测，罗曼语增音是在语音上，而不是在语法上。词首增音应是打破复辅音，而没有任何罗曼语失去末辅音。:205-219

## 第二语言
母语的音位规则很可能会影响第二语言的发音，表现为多样的词形变化。例如，克里米亚鞑靼人说俄语时会出现词首增音。
James L. Barker写道：“如果一个阿拉伯人、东印度人、法国人、西班牙人或意大利人朗读下面的句子：‘我想说西班牙语’（I want to speak Spanish），他会说成‘I want to speak （i）/（e）Spanish’。在speak前没有词首增音i或e，却在Spanish前有。”

## 延伸阅读
- 语音省略
- 词首减音

## 文献
- Andrei A. Avram, "关于大西洋法语克里奥尔语中增元音的情况" （pdf file）, 安特卫普语言学论文, Issue 107 （2004）, ua.ac.be